# Metropolia Ranchi
Metropolia Ranchi – jedna z 24 metropolii kościoła rzymskokatolickiego w Indiach. Została erygowana 19 września 1953.

## Diecezja
- Archidiecezja Ranchi
  - Diecezja Daltonganj
  - Diecezja Dumka
  - Diecezja Gumla
  - Diecezja Hazaribag
  - Diecezja Jamshedpur
  - Diecezja Khunti
  - Diecezja Port Blair
  - Diecezja Simdega

## Metropolici
- Niclas Kujur (1953-1960)
- Pius Kerketta (1961-1985)
- kard. Telesphore Placidus Toppo (1985-2018)
- Felix Toppo (od 2018)